# Albin Herzog
Albin Herzog (Homburg, 26 ottobre 1852 – Mammern, 13 giugno 1909) è stato un matematico svizzero nonché professore e rettore del Politecnico federale di Zurigo.

## Biografia
Nel 1895, su raccomandazione dello scrittore tedesco Gustav Maier, diede al giovane Albert Einstein un permesso speciale per poter seguire l'esame di ammissione presso il Politecnico di Zurigo, pur non avendo né la maggior età né un diploma di maturità.